# Кішечка
«Кішечка» («Кошечка») — радянський художній фільм 1991 року, знятий режисером Віктором Василенком на студії «Укртелефільм».

## Сюжет
Крутий супермен із мішком грошей знімає найшикарніший номер у приморському готелі. Він може купити все, але йому потрібне лише одне — вона…

## У ролях
- Микола Караченцов — Сергій Олександрович Пушка, «крутий супермен»
- Анжеліка Неволіна — Мар'яна
- Анатолій Равикович — директор готелю
- Олена Ставицька — Клавдія Єфремівна, адміністратор готелю
- Наталія Кудрявцева — роль другого плану
- Т. Шиманська — роль другого плану
- Костянтин Воробйов — Бартоламєєв, міліціонер
- Петро Бенюк — капітан міліції
- Євген Клименко — Клименков, міліціонер
- Олександр Толстих — ліфтер у готелі
- Сергій Свєчников — метрдотель
- Дмитро Воронов — роль другого плану

## Знімальна група
- Режисер — Віктор Василенко
- Сценарист — Михайло Ворфоломєєв
- Оператор — Микола Гончаренко
- Композитор — Володимир Бистряков
- Художник — Віктор Козяревич